# Justin Edwards (cestista 1992)
Justin Stefan Edwards (Whitby, 31 ottobre 1992) è un cestista canadese, professionista in Europa e Corea del Sud.

## Biografia
Dopo gli anni del college, passati tra Maine e Kansas State (12,7 punti a partita nell'anno da senior), firma il 28 giugno 2016 il suo primo contratto da professionista in Ungheria con l'Albacomp, con cui vince coppa, campionato e partecipa all'Europe Cup. Il 27 giugno 2017 viene incluso nel roster annunciato dai Toronto Raptors, per la NBA Summer League di Las Vegas, mentre il 24 luglio viene annunciato il suo accordo con l'Orlandina Basket in Serie A. Con i siciliani gioca solo 8 partite di campionato, dimostrando un buon rendimento, prima di trasferirsi il 20 novembre in Corea del Sud al Goyang Orions. Il 24 marzo torna in Europa e firma in Francia al Nanterre 92. Il 24 luglio 2018 si trasferisce in Israele, firmando con l'Ironi Nahariya, ma dopo solo sette partite, il 28 novembre, torna in Corea, questa volta con l'Anyang K.G.C..

## Palmarès
- Campionato ungherese: 1

Albacomp: 2016-17
- Campionato rumeno: 1

U Cluj: 2020-21
- Coppa d'Ungheria: 1

Albacomp: 2017